# Harry Steenbock

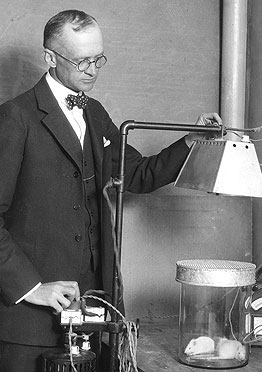
Harry Steenbock.

Harry Steenbock (* 16. August 1886 in Charlestown, Wisconsin; † 25. Dezember 1967 in Madison, Wisconsin) war ein US-amerikanischer Biochemiker. Er wirkte über 50 Jahre an der University of Wisconsin–Madison und erforschte die fettlöslichen Vitamine, insbesondere Vitamin A und Vitamin D, sowie damit verbundene Mangelerkrankungen. 1924 zeigte er, dass sich der Vitamin-D-Gehalt in Lebensmitteln durch Bestrahlung mit UV-Licht erhöht und ließ die Methode für die von ihm und der Universität gegründeten Wisconsin Alumni Research Foundation (WARF) patentieren.

## Leben
Harry Steenbock kam am 16. August 1886 auf der Farm seiner Eltern Henry und Christine Steenbock in Charlestown, Calumet County im Bundesstaat Wisconsin zur Welt. Harry war das zweite Kind und hatte eine zwei Jahre ältere Schwester. Seine Eltern hatten die Farm 1883 von Henrys Vater Johannes Steenbock übernommen, der in den 1850er Jahren aus Itzehoe in Schleswig-Holstein in die Vereinigten Staaten emigrierte. Als er drei Jahre alt war, verkauften seine Eltern die Farm und zogen nach Chilton, wo sein Vater für einige Jahre einen Saloon betrieb. Danach erwarb er erneut eine Farm in der Nähe von New Holstein, wo die Kinder in eine Einklassenschule gingen. Harry Steenbock folgte seiner Schwester 1901 an die Chilton High School, die er nach drei Jahren 1904 abschloss. Durch Zufall bekam sein Vater im gleichen Jahr ein Angebot für seine Farm. Da sein Sohn diese später nicht weiterführen wollte, nahm sein Vater das Angebot an und die Familie zog nach dem Verkauf nach Madison, wo die Geschwister ab Herbst 1904 die University of Wisconsin–Madison besuchten. 1908 machte Harry Steenbock hier seinen Abschluss als Bachelor of Science in Agrarwissenschaften.
Im Grundstudium wurde sein Interesse an der Chemie geweckt und er ging in der Folgezeit an das Department of Agricultural Chemistry der Universität, wo er unter Edwin B. Hart eine Anstellung als Forschungsassistent bekam und bis 1910 seinen Master-Abschluss machte sowie 1916 mit einer Arbeit über die Ernährung von Tieren bei Hart promovierte. Während dieser Zeit studierte er unter anderem auch bei Elmer McCollum, der 1907 nach Madison gekommen war, und weilte zwischen 1912 und 1913 zu Studien an der Yale University bei Lafayette B. Mendel sowie am Kaiser-Wilhelm-Institut für Biochemie in Berlin bei Carl Neuberg. Harry Steenbock wurde später Professor für Biochemie an der University of Wisconsin–Madison und wirkte hier bis ins hohe Alter hinein über ein halbes Jahrhundert; er verstarb im Alter von 81 Jahren 1967.
Harry Steenbock heiratete am 6. März 1948 Evelyn Carol Van Donk, die an der University of Wisconsin–Stout studiert hatte und im Department of Agricultural Chemistry in Madison ihren Master-Abschluss erlangte. Sie hatte dann vor Ausbruch des Zweiten Weltkrieges mit Steenbock zusammengearbeitet und war während der Kriegsjahre an den Lederle Laboratories in Pearl River, New York. Seine Frau verstarb 1992 im Alter von 87 Jahren.

## Forschungen
Harry Steenbocks Forschungsschwerpunkt waren die fettlöslichen Vitamine, insbesondere Vitamin A und Vitamin D, und die damit verbundenen Mangelerkrankungen. Mit Edward Mellanby entdeckte er, dass in Fetten (insbesondere Butter) ein für ein normales Wachstum notwendiger Stoff (das lebensnotwendige Vitamin A) enthalten ist, der als fettlösliches Wachstumsvitamin bezeichnet wurde. 1919 präsentierte er Ergebnisse über den Zusammenhang zwischen Vitamin-A-Gehalt und der Gelbfärbung von Lebensmitteln. Er entwickelte daraufhin die Hypothese, dass der gelbe Farbstoff im Körper in eine aktive Form umgewandelt wird, die zehn Jahre später von Thomas Moore an der University of Cambridge bestätigt wurde, indem er zeigte, dass β-Carotin in der Leber von Ratten in Retinol umgesetzt wird. Die Veröffentlichung der Entdeckungen war mit der Auftakt einer über 16 Jahre und 42 Arbeiten umfassenden Serie von Harry Steenbock im Journal of Biological Chemistry unter dem Titel Fat Soluble Vitamine (bzw. später Vitamins).
Die weltweiten Forschungsarbeiten zum Vitamin A und den angenommenen darauf beruhenden Mangelerkrankungen zeigten in den 1910er und Anfang der 1920er Jahre noch ein uneinheitliches Bild der möglichen Ursachen und Behandlungsmethoden. Es zeigte sich, dass Vitamin A enthaltene Lebensmittel und Leberextrakte wie Dorschleberöl den Wachstumsprozess förderten und Nachtblindheit sowie Xerophthalmie verhindern beziehungsweise heilen konnten, sich aber auch positiv auf die Knochenerkrankung Rachitis auswirkten. Durch geeignete Methoden zur Zerstörung des Vitamin A blieb die Wirkung bei Rachitis erhalten, woraus auf ein weiteres fettlösliches Vitamin – damals noch als anti-rachitic factor bezeichnet – geschlossen wurde. Zudem war lange bekannt, dass Sonnenlicht Rachitis heilen konnte und neuere Untersuchungen mit UV-Licht führten zu gleichen Ergebnissen, auch ohne vitaminreiche Nahrung. Steenbock zeigte 1924, dass sich der Gehalt an diesem anti-rachitic factor (Vitamin D) in Lebensmitteln durch Bestrahlung mit UV-Licht erhöht und ließ die Methode patentieren. Er wollte aber nicht privat Nutznießer der Patente werden und gründete zusammen mit der University of Wisconsin–Madison die Wisconsin Alumni Research Foundation (WARF). Bis zum Auslaufen Mitte der 1945er Jahre brachten die Patente der WARF eine Summe von 14 Millionen US-Dollar ein und bis 2007 erhielt die University of Wisconsin–Madison 900 Mio. US-Dollar von der WARF zur Forschungsfinanzierung.

## Auszeichnungen und Ehrungen
- 1932 wurde er zum Mitglied der Deutschen Akademie der Naturforscher Leopoldina gewählt[12]
- 1959: Borden Award (American Institute of Nutrition)

## Veröffentlichungen (Auswahl)
- H. Steenbock, M. T. Nelson: Fat-soluble vitamins. XIX. The induction of calcifying properties in a rickets-producing ration by radiant energy. In: Journal of Biological Chemistry. Vol. 62, Nr. 1, 1924, S. 209–216.
- H. Steenbock: The induction of growth promoting and calcifying properties in a ration by exposure to light. In: Science. Vol. 60, Nr. 1549, 1924, S. 224–225, doi:10.1126/science.60.1549.224.
- H. Steenbock, S. A. Bellin: Vitamin D and tissue citrate. In: Journal of Biological Chemistry. Vol. 205, Nr. 2, 1953, S. 985–991.
- H. F. DeLuca, F. C. Gran, H. Steenbock: Vitamin D and citrate oxidation. In: Journal of Biological Chemistry. Vol. 224, Nr. 1, 1957, S. 201–208.
- H. F. DeLuca, H. Steenbock: An in vitro effect of vitamin D on citrate oxidation by kidney mitochondria. In: Science. Vol. 126, Nr. 3267, 1957, S. 258, doi:10.1126/science.126.3267.258.